# ميناء لويس (جزر فوكلاند)

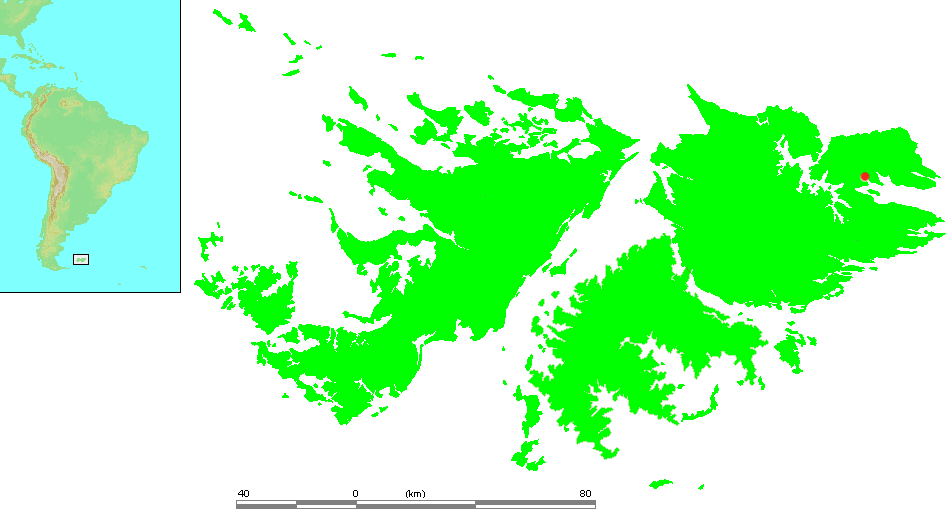
خريطة جزر فوكلاند مع موقع ميناء لويس باللَّون الأحمر.

ميناء لويس هي مستوطنة كانت تقع في شمال شرقيّ جزيرة فوكلاند الشرقية، إحدى الجزيرتين الكبيرتين في أرخبيل جزر فوكلاند. أسَّسها المستكشف والأميرال الفرنسي لويس دي بوغينفيل في سنة 1764، وكانت في ذلك الحين أول مستوطنة كبيرة تُبنَى على الجُزر، لكن الفرنسيِّين اضطروا لاحقاً لتسليم الميناء إلى الإمبراطورية الإسبانية في سنة 1767، حيث تغيَّر اسمه إلى ميناء سوليلاد (Puerto Soledad، وهو مشتقٌّ من اسم جزيرة فوكلاند الشرقية باللغة الإسبانية)، ولزمنٍ طويل، ظلَّ الميناء - إلى جانب ميناء إغمونت - واحداً من المستوطنتين البشريَّتين الكُبريَين في جزر فوكلاند كلِّها. في الوقت الحاضر، أصبح ميناء لويس مدينة تُعرَف باسم ستانلي، وهي حالياً عاصمة جزر فوكلاند وأكبر مدنها.

## التاريخ
شهدت المستوطنة - على مرّ تاريخها - عدَّة تغيُّرات في التسمية والتبعية السياسية. اختار مؤسِّسو الميناء الفرنسيُّون اسم ميناء لويس، نسبةً إلى الأميرال الذي أسَّس البلدة. ثم تغير الاسم إلى ميناء سوليلاد بعد تسليمه إلى أيدي الإسبان، حيث جعله الإسبان عاصمتهم في جزر فوكلاند لفترة (وكان ذلك تحت تبعيَّة دولة ملكية ريو دي لا بلاتا البديلة)، إلا أنَّهم سُرعان ما سحبوا محافظهم من الميناء في سنة 1806، ثم المستوطنة تماماً في سنة 1811. لاحقاً، قرَّر أحد الحُكَّام الإسبان إعادة الاسم الفرنسي، لكن مع نُطقه بطريقة إسبانية Puerto Luis. في نهاية الأمر وقعت المستوطنة بأيدي بريطانيا، فتم تغيير اسمها فترةً قصيرة إلى ميناء آنسون، لكن سُرعان ما عادوا إلى الاسم الفرنسي القديم: ميناء لويس.